# ایتن امپادو
اتان امپادو (انگلیسی: Ethan Ampadu؛ زادهٔ ۱۴ سپتامبر ۲۰۰۰) بازیکن فوتبال اهل ولز است. وی هم‌اکنون در باشگاه فوتبال لیدز یونایتد و در پست دفاع‌وسط و هافبک‌دفاعی بازی می‌کند.
وی سابقه بازی در تیم‌های باشگاه فوتبال اکستر سیتی و باشگاه فوتبال چلسی را دارد. وی درسال ۲۰۱۹ با قراردادی قرضی به باشگاه فوتبال لایپزیگ پیوست. وی نیز در سال ۲۰۲۰ با قراردادی قرضی به باشگاه فوتبال شفیلد یونایتد پیوست. او اولین حضور خود را برای ولز در نوامبر سال ۲۰۱۷ انجام داد. آمپادو پیش از این در تیم اکستر سیتی بازی کرده بود، جایی که او به سن ۱۵ سالگی جوانترین بازیکنی شد که برای تیم اول این باشگاه حضور پیدا کرد.

## عملکرد باشگاهی

### اکسترسیتی
آمپادو متولد اکستر، دوون است و او همچنین فرزند کوام امپادو فوتبالیست سابق است. محصولی از آکادمی جوانان اکسترسیتی، با حضور در تیم‌های زیر ۱۸ سال در ۱۴ سالگی، اولین حضور خود در سن ۱۵ سال ۱۰ ماه و ۲۶ روز در ۹ اوت ۲۰۱۶ را در یک مسابقه در دور اول جام اتحادیه مقابل برنتفورد در سنت جیمز پارک انجام داد. او جوانترین بازیکن باشگاه تا سال ۲۰۱۹ شد و رکورد ۸۷ ساله ای را که کلیف باستین تعیین کرده بود شکست و به عنوان بهترین بازیکن این مسابقه معرفی شد.
رکورد آمپادو در اوت سال ۲۰۱۹ توسط بن کریسین شکسته شد. یک هفته بعد، او اولین گل خود را در لیگ با نتیجه ۱–۰ خانگی مقابل کراولی تاون در لیگ دو فوتبال انگلستان کسب کرد.

### چلسی
در تاریخ ۱ ژوئیه ۲۰۱۷، آمپادو با باشگاه لیگ برتری چلسی قرارداد بست. این دو باشگاه برای تلاش برای دستیابی به هزینه ای که هر دو برای آن ۱۶ ساله پسند قابل قبول بودند، وارد مذاکره در مورد هزینه غرامت برای این بازیکن شده بودند. با این حال، در نوامبر سال ۲۰۱۷، جولیان تگ، رئیس اکستر سیتی گفت که، در حالی که هنوز رابطه مثبت بین دو باشگاه وجود دارد، اما همچنین در ارزیابی هر دو باشگاه از این اختلاف «اختلاف گسترده» وجود دارد. قرار شد به یک دادگاه برود.
در ۲۰ سپتامبر ۲۰۱۷، آمپادو اولین بازی خود را برای چلسی در بازی برگشت مرحله سوم جام اتحادیه برابر ناتینگهام فارست انجام داد و در دقیقه ۵۵ برای جایگزینی سسک فابرگاس به میدان آمد. با این کار او را به عنوان اولین بازیکن متولد دهه ۲۰۰۰ که برای تیم بزرگسلان چلسی بازی کرد. در ۱۷ سال و شش روزگی، او همچنین جوانترین بازیکن در ده سال اخیر بود که برای این باشگاه بازی کرد.
در ۱۲ دسامبر ۲۰۱۷، او اولین بازی خود در لیگ برتر را برای چلسی انجام داد و در دقیقه ۸۰ به عنوان یک تعویض در مقابل هادرزفیلد تاون قرار گرفت. در سپتامبر سال ۲۰۱۸ او یک قرارداد ۵ ساله جدید با چلسی منعقد کرد. در ژوئیه ۲۰۱۹، مربی جدید فرانک لمپارد تأیید کرد که آمپادو فصل ۲۰۱۹–۲۰۲۰ را به صورت قرضی در یک باشگاه دیگر سپری خواهد کرد.
در آن دوره، آمپادو در یک قرارداد قرضی به مدت یک فصل به لایپزیگ پیوست.

## عملکرد بین‌المللی
آمپادو در سطح بین‌المللی برای تیم ملی فوتبال ولز بازی می‌کند. او از طریق مادر ولزی خود برای ولز واجد شرایط می‌شود. وی قبلاً همچنین واجد شرایط نمایندگی انگلیس، جمهوری ایرلند و غنا بود.
در تاریخ ۲۶ ماه مه ۲۰۱۷، در سن ۱۶ سالگی، آمپادو پیش از دیدار مقدماتی جام جهانی با صربستان به اردوی تیم بزرگسالان ولز فراخوانده شد. او در ۱ نوامبر مجدداً برای بازی دوستانه مقابل فرانسه و پاناما فراخوانده شد و اولین بازی خود را در ۱۰ نوامبر در استاد د فرانس انجام داد و به عنوان جانشین ۶۳ دقیقه ای برای جو لدلی در شکست ۲–۰ مقابل فرانسوی‌ها قرار گرفت.

## افتخارات
چلسی
- لیگ اروپا (۱): ۱۹–۲۰۱۸